# Arenga pierzasta
Arenga pierzasta (Arenga pinnata (Wurmb.) Merr.), nazywana także arengą cukrową, palmą cukrową, słoczą cukrową, słoczą pierzastą lub winosłoczą cukrową – gatunek rośliny z rodziny arekowatych (dawniej nazywanych palmami). Rośnie głównie w południowo-wschodniej Azji.

## Morfologia
PokrójKłodzina osiąga wysokość do 20 m.
LiścieSkupione na szczycie kłodziny, nieparzystopierzaste, o dł. do 5 m. składają się z klinowatych listków o ząbkowanych koncach
KwiatyZebrane w rozdzielnopłciowe kwiatostany. Kwiatostany mają długość do 1,2 m, są rozgałęzione, zwisające, u podstawy objęte licznymi pochwami. Kwiaty są 3-krotne, w kwiatach męskich mają liczne pręciki, w kwiatach żeńskich 1 słupek.
OwocŚredniej wielkości, żółta jagoda zawierająca 2-3 nasiona.

## Zastosowanie
- Z naciętych kwiatostanów męskich otrzymuje się sok palmowy, który po odparowaniu wody daje brunatny cukier palmowy. Z jednej palmy można uzyskać 150 kg cukru rocznie[potrzebny przypis]. Sok palmowy można poddać fermentacji alkoholowej (fermentacja cukrów), w wyniku której otrzymuje się wino palmowe zwane toddy.
- Z młodych nasion, po usunięciu (przez spalenie) twardej okrywy wytwarza się słodkie przetwory.
- Z rdzenia pozyskiwana jest skrobia.
- Włókien z pochew liściowych używa się do wyrobu lin i powrozów.
- Jest uprawiana w szklarniach jako roślina ozdobna.
- Drewno wykorzystuje się do produkcji mebli oraz jako materiał budowlany.